# شیشکی بستن
«شیشکی بستن» در فرهنگ عامهٔ ایران به ایجاد صدای باد شکم با استفاده از دهان به منظور تمسخر رفتار یا گفتار کسی گفته می‌شود.
این عمل در فرهنگ کشورهای دیگری چون انگلیس و آمریکا نیز وجود دارد. در زبان انگلیسی به این عمل تمشک در کردن (به انگلیسی: Blowing a raspberry) و در آمریکا علاوه بر اصطلاح مذکور به آن تشویق برانکسی (به انگلیسی: Bronx Cheer) هم گفته می‌شود.